# Callirhipidae
Callirhipidae zijn een familie van kevers uit de superfamilie Byrrhoidea. Een taxon met deze naam in de familiegroep werd voor het eerst voorgesteld in 1824 door Fritz Isidore van Emden.

## Geslachten
- Brachyrrhipis Emden, 1931
- Callirhipis Latreille, 1829
- Celadonia Laporte de Castelnau, 1840
- Ennometes Pascoe, 1866
- Ennometidium Emden, 1929
- Parennometes Emden, 1931
- Ptorthocera Champion, 1896
- Simianus Blanchard, 1853
- Zenoa Say, 1835

Voormalige namen met de status 'geslacht'
- Helleriola Emden, 1934 – ondergeslacht van Callirhipis
- Homoeorhipis Fairmaire, 1887 – synoniem van Simianus
- Horatocera Lewis, 1895 – synoniem van Simianus
- Simianides Emden, 1924 – synoniem van Celadonia
- Simianellus Emden, 1924 – synoniem van Simianus